# Центральное Зеленоградское кладбище
Центральное Зеленогра́дское кладбище — кладбище в Восточной коммунальной зоне района Савёлки Зеленоградского административного округа — московского административного округа. Общая площадь кладбища составляет 20,9 гектара, закрыто для свободных захоронений. Открыто в 1967-м году, изначально носило название Городское или Зеленоградское. В 1997 года добавлено уточнение Центральное после открытия в 1997-м Северного кладбища около посёлка Рожки.

## Описание

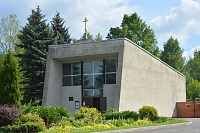
Храм Всех Святых на Центральном Зеленоградском кладбище, 2017

Некрополь предусматривает возможность родственного подзахоронения, Правительство Москвы проводит аукционы на участки для родового захоронения. На кладбище также возможны захоронения колумбарного типа. Колумбарий является открытым — в виде отдельно стоящих стен с нишами, в которых размещают урны после кремации и закрывают плитами с мемориальной надписью. Кладбище благоустроено: к каждому участку проложены асфальтированные дорожки, снег и мусор с территории вывозят, выпиливают сухие деревья и кустарники, центральная аллея украшена клумбами с живыми цветами.

## История
Первые захоронения на территории кладбища появились в 1941 году — это были могилы воинов, погибших в боях за Москву. Первое гражданское захоронение было произведено в 1967-м — именно этот год считается датой открытия некрополя .
В 1992 году в ходе реформы административно-территориального деления Москвы кладбище перешло в столичное подчинение в оперативное управление ГБУ «Ритуал». С 2015 года правительство Москвы начало выставлять на аукцион участки некрополя под семейные захоронения. В том же году была произведена инвентаризация мест захоронения участников Великой Отечественной войны, их количество составило 601.
В 2014 году кладбище начали комплексно благоустраивать. Например, возле мемориала «Солдатские звёзды» вырубили 23 ели, которые были повреждены короедом. Вместо них высадили 36 саженцев западной туи. В 2016-м отреставрировали подпорную стенку мемориала и облицевали её гранитной плиткой, заменили асфальтовое покрытие тротуаров на брусчатку серого и красного цветов. На всей территории кладбища установили вазоны и высадили цветы.

## Постройки и памятники

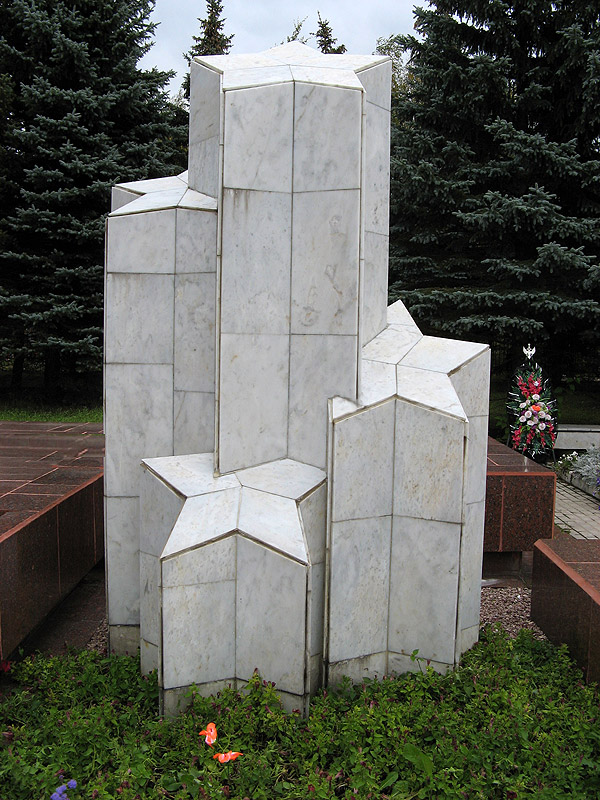
Мемориал «Солдатские звёзды» на Центральном Зеленоградском кладбище, 2015

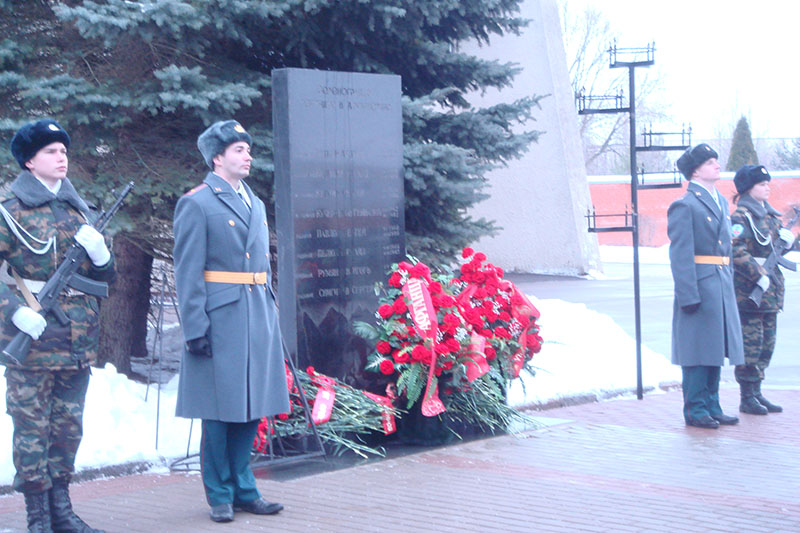
Мемориал солдатам Афганской войны на Центральном Зеленоградском кладбище, 2014

См. также категорию: Похороненные в Зеленограде
При входе на территорию кладбища с правой стороны находится памятник, посвященный восьми «зеленоградцам, погибшим в Афганистане».
На территории некрополя расположен Храм Всех Святых. Он был построен в 1970 году в качестве здания для гражданских панихид. В 2000-м его передали храму Святителя Николая Мирликийского в Ржавках и освятили. В 2016 году муниципальными депутатами Зеленоградского района Савёлки был одобрен план реконструкции часовни.
Осенью 1978 года в городе при земляных работах были обнаружены останки двух солдат, которые были перезахоронены на Центральном кладбище возле входа. Учитывая тот факт, что в дальнейшем могут быть найдены другие останки защитников Москвы, администрация Зеленограда в этом же году объявила конкурс на проект памятника погибшим, победителем которого стал А. Г. Стискин. Памятник был открыт 8 мая 1981 года. Мемориал представляет собой квадратный подиум из полированного красного гранита, в центре которого расположена четырёхметровая скульптурная композиция, облицованная белым мрамором — четыре пятиконечные звёзды, соединённые в одну фигуру. На горизонтальной плоскости плиты выполнена надпись из накладных металлических букв: «Павшим за Родину вечная слава». Перед памятником установлена мемориальная доска с надписью: «Братская могила воинов, погибших в боях на крюковско-истринском направлении осенью 1941 г. Памятник открыт 8 мая 1981 г.».
В братской могиле у этого мемориала проводятся перезахоронения останков красноармейцев и солдатов ВОВ, найденных на территории Зеленограда и других областей. Например, в 2009-м там погребли останки неизвестного солдата, в 2011-м — красноармейца 50-й стрелковой дивизии Ивана Григорьевича Хворостухина, пропавшего без вести в боях под Москвой осенью-зимой 1941 года, чьи останки обнаружил Военно-патриотический клуб «Илья Муромец» в октябре 2010-го. В 2014-м был подхоронен советский солдат Алексей Иванович Хотеев, уроженец деревни Ржавки, останки которого были найдены под Смоленском в ходе акции «Вахта памяти» общественной организации «Вымпел».